# オットー・フォン・ビスマルク (1897-1975)

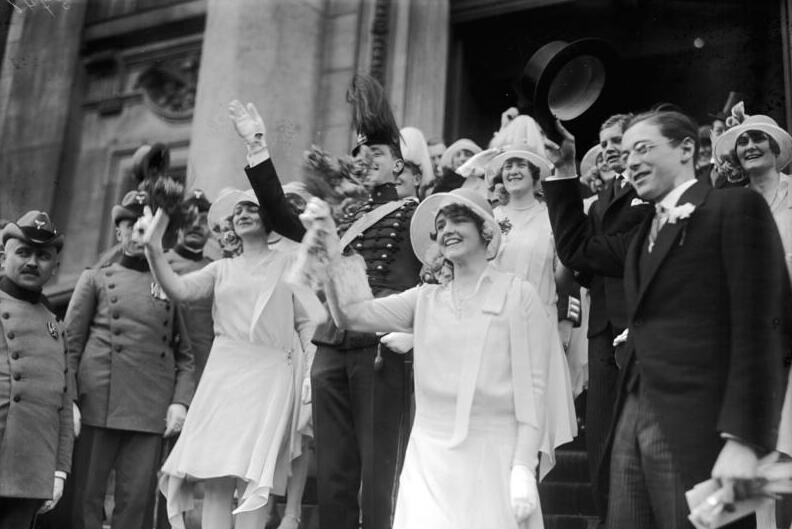
結婚式でのビスマルク（右端の人物）

オットー・クリスティアン・アルヒバルト・フォン・ビスマルク侯爵（ドイツ語: Otto Christian Archibald Fürst von Bismarck, 1897年9月25日 - 1975年12月24日）は、ドイツの政治家、外交官、侯爵（Fürst）。ドイツ帝国の「鉄血宰相」オットー・フォン・ビスマルクの孫の一人。

## 略歴
ヘルベルト・フォン・ビスマルク侯爵の長男としてドイツ国、プロイセン王国のシェーンハウゼン（Schönhausen）に生まれる。弟にゴットフリート・フォン・ビスマルク＝シェーンハウゼン伯爵がいる。
1915年にアビトゥーアに合格した後、キールやベルリンの大学で法律を学んでいたが、第一次世界大戦で勉学が中断した。敗戦後のヴァイマル共和国時代にはドイツ外務省勤務の傍ら、国家人民党に参加。1924年～1928年には国会議員に選ばれた。ヒトラー内閣成立後の1933年5月に国家社会主義ドイツ労働者党（ナチス党）に入党、ストックホルムやロンドンに赴任の後、イタリアのドイツ大使館に1943年まで勤務した。1943年11月から1944年11月にかけてはドイツ外務省イタリア委員会長官を務めた。戦後はドイツキリスト教民主同盟（CDU）のドイツ連邦議会議員を務め、ドイツ連邦共和国功労勲章を叙勲した。1975年にフリードリヒスルー（Friedrichsruh）で死去した。

## 家族
ビスマルクは1928年4月18日、建築家Ivar Tengbomの娘でAnders Tengbomの妹であるスウェーデン人のAnn-Mari Tengbom（* 1907 in Stockholm; † 1999 in Marbella）とベルリンで結婚した。2人の間には6人の子供がおり、そのうちの1人がビスマルク公爵家の元当主であるフェルディナンドと、ジェットセッターとして知られるグニラである。ビスマルクの孫であるカール＝エドゥアルト・フォン・ビスマルクは、2005年から2007年まで連邦議会議員であった。
ビスマルクは、王政の終焉と貴族の廃止の前に父親が早世したことにより「王子」の称号を得たため、この称号を民事法的な名前の構成要素として生涯にわたって使用することができたが、これは本人限りの措置とされ、子供たちに継承することは出来なかった。
ビスマルクの相続人は、土地改革の過程で収用されたシェーンハウゼン荘園の補償金の支払いをめぐって、裁判で争った。マグデブルク行政裁判所は、ビスマルクが1940年以降、ローマのドイツ大使の代理として、国家社会主義を著しく幇助していたとして、当初は却下を認めていた。
のちにこの決定は連邦行政裁判所によって覆され、ビスマルクは引き渡されるべきクロアチア系ユダヤ人に関するドイツの意図をイタリアに警告し、彼らの不引き渡しに貢献したことや、ナチス党に加入してから1944年末に外交官を辞めるまでの間のビスマルクの行動には総合的評価が必要だと指摘されることになった。
2011年3月末、マグデブルク行政裁判所は、ビスマルクが国家社会主義政権の「従者」であったこと以上の罪に問われることはないとして、当局に対し相続人に補償を与えることを義務付けた。